# إليوت كويس
إليوت كويس (بالإنجليزية: Elliott Coues)‏ (و. 1842 – 1899 م) هو عالم طيور، وعالم حيواني، ومؤرخ، وأكاديمي، وكاتب من الولايات المتحدة الأمريكية . ولد في بورتسموث (نيوهامشير) .
توفي في بالتيمور (ماريلاند)، عن عمر يناهز 57 عاماً.

## التعليم
تعلم في جامعة جورج واشنطن

## روابط خارجية
- إليوت كويس على موقع الموسوعة البريطانية (الإنجليزية)